# The Signal From Tölva
The Signal From Tölva (с англ. — «Сигнал с Тёльвы») — компьютерная игра, разработчик и издатель игры студия Big Robot. Жанр игры — Шутер от первого лица и открытый мир. Игра вышла на платформах Microsoft Windows и MacOS 10 апреля 2017 года.

## Особенности игры
Поверхность планеты Тёльва хранит на себе следы давних событий. Военные бункеры, разбросанные по просторам Тёльвы, свидетельствуют о прошлых войнах, которые разгорались на этой планете. Молчаливыми свидетелями тех времён служат заброшенные останки гигантских роботов. Здесь также активно действуют роботы меньшего размера, созданные разными цивилизациями.
Игроку, привлеченному на планету сигналом, предстоит исследовать этот мир. Кибернетический информационный брокер подключает персонажа к роботу Surveyor, который поможет раскроить тайны Тёльвы. Выдаётся список объектов для сканирования и игрок отправляется исследовать разрушенные ландшафты.
На планете действуют еще две враждебные фракции роботов — Бандиты и Зилоты. Игроки должны повышать уровень своего персонажа, собирая ресурсы, побеждая других ботов и исследуя. Повышение уровня открывает доступ к оружию и модулям шасси для своего робота, а также к зонам с радиацией, разлитыми химикатами и другими угрозами.
Имеется возможность выйти из своего робота и взломать нового в точках воскрешения, сохранив оружие и экипировку. Поставив в слот оружия «фрикер», можно захватывать роботов, превращая их в союзников. Собрав команду из пяти помощников, игрок может более эффективно противостоять вражеским ботам.

## Разработка
3 августа 2016 года разработчик и издатель студия Big Robot объявила о том, что в данный момент они ведут работу над игрой The Signal From Tölva. Игра уже была на 50-60 % создана, что можно было увидеть в геймплейных видеороликах на youtube.com. У студии Big Robot уже есть опыт разработки игр жанра шутер от первого лица, открытый мир, первой такой игрой стала Sir, You Are Being Hunted, вышедшая в 2014 году, в которой также фигурируют научно-фантастические существа как роботы. 27 марта 2017 разработчики объявили дату релиза игры 10 апреля 2017 года.

## Восприятие
В рецензии в журнале Maximum PC Йен Эвенден отмечает, что игра не имеет ярко выраженной движущей силы, за исключением потребности в сканировании объектов. По его мнению, несмотря на обещание оглушительного погружения в тайны, повествование игры быстро теряет свой темп, что может привести к возникновению у игроков впечатления о том, что они упустили что-то важное к моменту достижения одной из двух концовок. Положительно он оценил наличие в поставке игры объёмного PDF-файла со сведениями об игровом мире, что создаёт у игроков впечатление погружения в огромную вселенную, где они являются лишь винтиками большого механизма. По мнению рецензента, несмотря на простую графику, игра создает атмосферный опыт, а интригующие элементы захватывают внимание игроков. Также был отмечен хороший выбор видов оружия. В то же время, согласно рецензии, в игре слишком много ходьбы и не хватает ответов на загадки.